# Notopygos gigas
Notopygos gigas är en ringmaskart som beskrevs av Horst 1911. Notopygos gigas ingår i släktet Notopygos och familjen Amphinomidae. Inga underarter finns listade i Catalogue of Life.